# Dasychira bimaculata
Dasychira bimaculata är en fjärilsart som beskrevs av Aurivillius 1904. Dasychira bimaculata ingår i släktet Dasychira och familjen tofsspinnare. Inga underarter finns listade i Catalogue of Life.